# Vinton Serf
Vinton Grej Serf (engl. Vinton Gray Cerf; Nju Hejven, 23. jun 1943) u svijetu poznat kao „otac Interneta“ jer je učestvovao u izgradnji TCP/IP protokola i specifične strukture interneta, američki je informatičar. U decembru 1997. godine, tadašnji predsjednik Sjedinjenih Američkih Država, Bil Klinton, uručio je Serfu i njegovom kolegi Robertu Kanu Nacionalnu medalju za tehnologiju za njihov dobrinos razvoju interneta. Takođe, Serf je 2004. godine dobio nagradu „Alan Tjuring“ (smatra se Nobelovom nagradom u tehnologiji), a 2005. uručena mu je Predsjednička medalja za slobodu.

## Život i karijera
Vinton Serf je kao dete patio je od poremećaja sluha. Zbog toga, Serf je odmalena razvio interes za kompjuterske mreže i komunikacije, jer je smatrao da one mogu biti alternativni kanal komunikacije za one koji imaju problem sa sluhom. Serf je diplomirao matematiku na Stanfordu 1965. godine, a zatim je dvije godine radio za IBM, gdje je razvijao Quicktran, softver baziran na Fortranu. Ovo iskustvo je definisalo njegove interese, pa je na Univerzitetu u Kaliforniji (UCLA) stekao prvo magistarsko (1970), a potom i doktorsko zvanje (1972) u informatici.
Vinton Serf je prvenstveno radio na projektu DARPA, uključujući projekte Packet Radio Net i Packet Satellite Network. Na proljeće 1973. godine pridružio se Robertu Kanu na projektu dizajniranja mrežnog protokola za ARPANET. Kan se bazirao na Interface Message Processor, a Cerf se posvetio razvoju Network Control Protocol-a, koji će kasnije postati TCP/IP.
Kao student na UCLA, Serf se upoznaje sa ARPANET-om preko Leonarda Klejnroka, kompjuterskog eksperta koji je započeo razvoj nove mreže. Serf tako postaje duboko povezan sa ranim razvojem servera za ARPANET i njegovim softverom kroz Radnu grupu mreže, koja je bila zadužena za decentralizaciju iste i koja će dovesti do nastanka Interneta.
Radna grupa za mrežu je riješila fundamentalne probleme prilikom implementacije ARPANET-a, ali ni oni nisu shvatali njen značaj u to vrijeme. Serf je 2000. godine rekao: „Svi smo bili samo amateri, pa smo svi očekivali da će konačno doći neki autoritet da nam kaže kako će sve funkcionisati. Naravno, nikada se niko nije pojavio“.
Da bi kompjuteri naizmjenično preuzimali veb stranice sa podacima, mejlove i digitalne filmove, oni moraju imati usklađen protokol za komunikaciju. Kanov i Serfov Transmission Control Protocol (TCP) definisao je standardni put od dijelova paketa podataka do „datagramova“, koji cirkulišu mrežom. Cerf je zajedno sa Jogelom Dalalom i Karlom Sanšajnom sa Stanforda objavio prvu tehničku specifikaciju za TCP/IP u decembru 1974. godine. Njihov dizajn je uključivao 32 bitnu IP adresu – 8 bita za identifikaciju mreže i 24 bita za identifikaciju kompjutera. Ovo je pružilo podršku za 256 mreža, a svaka je mogla imati do 16.777.216 jedinstvenih adresa.
Tokom 1982. godine, MCI je zaposlio Serfa i zadužio ga da vodi tim koji će razvijati MCI Mail, prvi komercijalni imejl servis. Krajem 1986. godine, postaje potpredsjednik kanove Korporacije za nacionalne istraživačke inicijative, gdje se bavio digitalnom bibliotekom, Internet porukama i drugim projektima.
Zajedno sa Kanom, Serf 1992. godine osniva Internet zajednicu i obavlja dužnost predsjednika do 1995. godine, kada postaje šef upravnog odbora. Takođe, tokom 1999. godine postaje član upravnog odbora Internet korporacije za zadavanje imena i brojeva (ICANN), gdje ostaje do 2007.
Kompanija Gugl (Google) zapošljava Serfa u septembru 2005. godine, gdje on zadržava ulogu internetskog vizionara kroz učešće u projektima mrežne infrastrukture, sistema i sljedeće generacije internetnih aplikacija.

## Obrazovanje
- Bakalaureat: Matematika na Stanfordu
- Master: Kompjuterska nauka na UCLA
- Doktorat: Kompjuterska nauka na UCLA
- Počasni doktorati: Švajcarski Federalni Institut za tehnologiju (ETH), Cirih; Lulea Univerzitet za tehnologiju, Švedska; Univerzitet Balearskih ostrva, Palma; Kapitol koledž, Merilend; Getisburg koledž, Pensilvanija; Džordž Mejson Univerzitet, Virdžinija; Rovira i Virgili Univerzitet, Taragona, Španija; Renselar politehnički Institut, Njujork; Univerzitet Tventea, Holandija; Bruklinski politehnički Univerzitet; Merimaunt Univerzitet, Univerzitet Piza; Pekinški Univerzitet za pošte i telekomunikacije; Čingua Univerzitet, Peking, Kina; Univerzitet Saragose, Španija; Tehnički Univerzitet Kartagena, Španija; Politehnički Univerzitet Madrida, Španija i Betani Koledž, Kanzas.<[14]

## Bibliografija
- Zero Text Length EOF Message (1969)[16]
- IMP-IMP and HOST-HOST Control Links (1969)[17]
- ASCII format for network interchange (1969)[18]
- Host-host control message formats (1969)[19]
- Data transfer protocols (1971)[20]
- PARRY encounters the DOCTOR (1973)[21]
- Twas the night before start-up (1985)[22]
- Report of the second Ad Hoc Network Management Review Group (1989)[23]
- Internet Activities Board (1989)[24]
- Thoughts on the National Research and Education Network (1990)[25]
- Networks, Scientific American Special Issue on Communications, Computers, and Networks (1991)
- A view from the 21st century (1994)[26]
- An Agreement between the Internet Society and Sun Microsystems, Inc. in the Matter of ONC RPC and XDR Protocols (1995)[27]
- I remember Iana (1998)[28]
- Memo from the Consortium for Slow Commotion Research (1999)[29]
- The Internet is for Everyone (2002)[30]

## Spoljašnje veze
- Arhiva Serfove veb stranice